# Francis Fox (homme politique)
Pour les articles homonymes, voir Francis Fox et Fox.
Francis Fox, né le 2 décembre 1939 et mort le 24 septembre 2024, est un avocat et homme politique canadien, ancien sénateur fédéral du Québec.

## Biographie
Né à Montréal, il devient député du Parti libéral dans la circonscription d'Argenteuil—Deux-Montagnes lors des élections de 1972. Réélu en 1974, et dans Blainville—Deux-Montagnes en 1979 et 1980, il est défait par la progressiste-conservatrice Monique Landry.
Durant son passage à la Chambre des communes, il est secrétaire parlementaire du ministre de la Justice et procureur général du Canada de 1975 à 1976. Il est également solliciteur général du Canada de 1976 à 1978, ministre des Communications de 1980 à 1984, Secrétaire d'État du Canada de 1980 à 1981 et ministre du Commerce extérieur en 1984.
Après la défaite du gouvernement libéral de John Turner en 1984, lors de laquelle il perd son siège, il devient consultant du gouvernement au niveau international, dans une firme de consultant dans laquelle il côtoie Frank Moores, Gary Ouellet et Gerald Doucet. Entretemps, il est partenaire senior dans le cabinet juridique Martineau Walker et ensuite un exécutant chez Rogers AT&T.
En 2003, il fait partie du cabinet de transition à l'entrée en fonction de Paul Martin au poste de premier ministre du Canada, en remplacement de Jean Chrétien. Paul Martin le nomme alors secrétaire principal, charge de laquelle il démissionne en 2004 pour retourner à la vie privée.
Entretemps, il est président de circonscription dans Jeanne-Le Ber alors représentée par la ministre Liza Frulla. En 2005, le premier ministre Paul Martin le nomme sénateur dans la division de Victoria au Québec. Il appuie Michael Ignatieff lors de la course à l'investiture libérale de 2006, qui est cependant remportée par Stéphane Dion.
Francis Fox meurt le 24 septembre 2024 à l'âge de 84 ans,,.